# Напередодні (роман)
«Напередодні» — роман Івана Сергійовича Тургенєва, опублікований в 1860 році.

## Історія написання роману
У другій половині 1850-х років Тургенєв, за поглядами ліберал-демократів, відкидував ідеї революційно налаштованих різночинців, став замислюватися про можливість створення героя, чиї позиції не вступали б у суперечність з його власними, більш помірними, сподіваннями, але який при цьому був би досить революційним, щоб не викликати глузувань з боку більш радикальних колег по «Современнику». Розуміння неминучої зміни поколінь в прогресивних російських колах, чітко проступають в епілозі «Дворянського гнізда», прийшло до Тургенєва ще в дні роботи над «Рудіним»:
|  | «Я збирався писати "Рудіна", але те завдання, яке я потім постарався виконати в "Напередодні", зрідка виникала переді мною. Фігура головної героїні, Олени, тоді ще нового типу в російському житті, досить ясно вимальовувалася в моїй уяві; але бракувало героя, такої особи, якою Олена, при її ще неясному хоча і сильному прагненні до свободи, могла вдатися» - І.С.Тургенєв |

У 1855 році сусід Тургенєва по Мценському повіту, поміщик Василь Каратеєв, що вирушав до Криму як офіцер дворянського ополчення, залишив письменнику рукопис автобіографічної повісті, дозволивши нею розпорядитися на власний розсуд. У повісті розповідалося про кохання автора до дівчини, яка віддала перевагу болгарину — студенту Московського університету. Пізніше вчені кількох країн встановили особу прототипу цього персонажа. Цією людиною був Микола Катранов. Він приїхав до Росії в 1848 році і вступив до Московського університету. Після того, як в 1853 році починається російсько-турецька війна, а серед болгарської молоді оживає революційний дух, Катранов з російською дружиною Ларисою повертається в рідне місто Свиштов. Однак, його планам, перешкодив спалах швидкоплинних сухот, і він помер під час лікування у Венеції в травні того ж року.
Каратеєв, передчувавший свою смерть, коли передавав рукопис Тургенєву, з війни не повернувся, померши від тифу в Криму. Спроба Тургенєва видати слабкий в художньому відношенні твір Каратеєва не увінчалась успіхом, і аж до 1859 рукопис був забутий, хоча, за спогадами самого письменника, вперше ознайомившись з ним, він був вражений настільки, що вигукнув: «Ось герой, якого я шукав! „Перш ніж Тургенєв повернувся до зошита Каратеєва, він встиг закінчити“ Рудіна» і попрацювати над «Дворянським гніздом».
Повернувшись додому в Спаську-Лутовинову взимку 1858—1859 року, Тургенєв повернувся до ідей, які займали його на рік знайомства з Каратеєвим, і згадав про рукописи. Взявши за основу підказаний покійним сусідом сюжет, він взявся за його художню переробку. Тільки одна сцена з оригінального твору, опис поїздки в Царицино, за словами самого Тургенєва, була збережена в загальних рисах в остаточному тексті роману. У роботі над фактичним матеріалом йо-му допомагав друг, письменник і мандрівник Є. П. Ковалевський, добре знайомий з деталями болгарського визвольного руху і сам видав нариси про свою поїздку на Балкани в розпал цього руху в 1853 році. Робота над романом «Напередодні» тривала і в Спаському-Лутовинову, і за кордоном, у Лондоні та Віші, до осені 1859, коли автор відвіз рукопис до Москви, до редакції «Російського вісника».

## Сюжет
Роман починається зі спору про природу і про місце людини в ній між двома молодими людьми вченим Андрієм Берсенєвим і скульптором Павлом Шубіним. Надалі читач знайомиться з родиною, в якій живе Шубін. Чоловік його троюрідною тітоньки Ганни Василівни Стаховой, Микола Артемович, колись одружився з нею через гроші, не любить її і водить знайомство з удовою-німкенею Августиною Хрістіанівною, яка його оббирає. Шубін живе в цьому сімействі років п'ять, з моменту смерті матері, і займається своїм мистецтвом, проте схильний до нападів ліні, працює уривками і не має наміру вчитися майстерності. Він закоханий у дочку Стахова Олену, хоча не упускає з уваги і її сімнадцятирічну компаньйонку Зою.
Олена Миколаївна, двадцятирічна красуня, змалку відрізнялася доброю і мрійливою душею. Її приваблює можливість допомагати хворим і голодним — як людям, так і тваринам. При цьому вона вже давно проявляє самостійність і живе своїм розумом, але ще не знайшла собі супутника. Шубін її не приваблює в силу своєї мінливості і непостійності, а Берсенєв цікавий їй своїм розумом і скромністю. Але потім Берсенєв знайомить її зі своїм приятелем, болгарином Дмитром Никанорович Інсаровим. Інсаров живе ідеєю визволення своєї батьківщини від турецького панування і залучає живий інтерес Олени.
Після першої зустрічі Інсаров не зміг сподобатися Олені, але все перевертається після випадку в Царицині, коли Інсаров захищає Олену від докучань п'яниці величезного зросту, зашвирнувши того у ставок. Після цього Олена зізнається собі в щоденнику, що полюбила болгарина, але незабаром виявляється, що він має намір їхати. У свій час він сказав їй, що поїде, якщо закохається, так як не має наміру відмовлятися від боргу заради особистих почуттів. Олена вирушає до Дмитра і зізнається йому в коханні. На питання, чи послідує вона за ним всюди, звучить позитивна відповідь.
Після цього Олена та Дмитро якийсь час зв'язуються через Берсенєва, але тим часом з батьківщини Інсарова приходять все більш тривожні листи, і він вже всерйоз готується до від'їзду. В один із днів Олена відпраляєтся до нього сама. Після довгої і жаркої розмови вони приймають рішення одружитися. Ця звістка стає для батьків і друзів Олени ударом, але вона все ж їде з чоловіком.
Діставшись до Венеції, Дмитро та Олена чекають прибуття старого моряка Рендіча, який повинен їх переправити до Сербії, звідки їх шлях лежить до Болгарії. Однак Інсаров хворий, у нього починається жар. Змученій Олені сниться кошмар, і, прокинувшись, вона розуміє, що Дмитро при смерті. Рендіч вже не застає його в живих, але на прохання Олени допомагає їй доставити тіло чоловіка на його батьківщину.
Через три тижні Ганна Стахова отримує лист від дочки: та направляється до Болгарії, яка стане її новою батьківщиною, і ніколи не повернеться додому. Подальші сліди Олени губляться; за чутками, її бачили при військах як сестру милосердя.

## Мотиви роману
Ідеї і мотиви роману були детально проаналізовані з прогресивних позицій М. О. Добролюбовим в журналі «Современник» у січні 1860 р. (стаття «Коли ж прийде справжній день?»). Добролюбов відзначає чуйність Тургенєва як письменника до насущних суспільних питань і зупиняється на тому, як автор розкриває деякі з цих тем у своєму новому романі.
Особливу увагу приділив Добролюбов питанню вибору головної героїні. Добролюбов бачить у Олені Стаховій алегорію молодий Росії напередодні суспільних зрушень — трактування, з якою сам Тургенєв не погоджувався (див. Критика):
|  | «У ній позначилася та незрозуміла туга по чомусь, та майже несвідома, але непереборна потреба нового життя, нових людей, яка охоплює тепер все російське суспільство, і навіть не одне тільки так зване освічення. У Олені так яскраво відбилися найкращі прагнення нашого сучасного життя, а в її оточуючих так рельєфно виступає вся неспроможність звичайного порядку того ж життя, що мимоволі хочеться провести алегоричну паралель ... Ця туга очікування давно вже мучає російське суспільство, і скільки разів вже помилялися ми, подібно Олені, думаючи, що Жданов з'явився, і потім заспокоювались.» Н. А. Добролюбов |

Олена зачерпнула від російського народу мрію про правду, яку потрібно шукати в далеких краях, і готовність пожертвувати собою заради інших. На любов Олени претендують художник, вчений, процвітаючий чиновник і революціонер, і вона в підсумку вибирає не чистий розум, не мистецтво і не державну службу, а цивільний подвиг. Добролюбов підкреслює, що з усіх кандидатів єдиний гідний Інсаров, який не мислить свого щастя без щастя своєї батьківщини, який весь підпорядкований вищій меті і у якого слово не розходиться з ділом.
Інша тема, що проходить через роман, — тема конфлікту егоїстичних і альтруїстичних прагнень в людській душі. У перший раз це питання піднімається в сцені спору Берсенєва і Шубіна про щастя: чи не є прагнення до щастя егоїстичним почуттям, що вище — роз'єднує людей «любов-насолода» або об'єднуюча «любов-жертва». Спочатку Олені і Інсарову здається, що цього протиріччя немає, але потім вони переконуються в тому, що це не так, і Олена розривається між Інсаровим і своєю сім'єю і батьківщиною, а пізніше сам Інсаров задає їй питання, чи не послана його хвороба в покарання за їх любов. Тургенєв підкреслює цей неминучий трагізм людського існування на Землі, коли наприкінці книги Інсаров вмирає, а Олена зникає і слід її втрачається. Але ця кінцівка ще сильніше відтіняє красу визвольного пориву, надаючи ідеї пошуку соціального досконалості позачасовий, загальнолюдський характер.

## Критика
Тургенєв, який мріяв про союз антикріпосницьких сил і примирення лібералів з радикальними демократами заради боротьби за спільну національну ідею, не прийняв позиції Добролюбова, який заперечував спроможність дворянського лібералізму і протиставляв російських Інсарову «внутрішнім туркам», до числа яких включив не тільки мракобісів-реакціонерів, а й милих серцю автору лібералів. Він намагався вмовити Некрасова відмовитися від публікації статті Добролюбова в «Современнике», а коли той не послухав його доводів, порвав з редакцією журналу остаточно. Зі свого боку, різночинці «Современника» також взяли курс на конфронтацію, і незабаром в журналі з'явилася розгромна рецензія на «Рудіна», написана вже Чернишевським.
Прикрою була для Тургенєва і критика роману з боку більш консервативних кіл. Так, графиня Ламберт відмовляла Олені Стаховій в таких якостях, як жіночність або чарівність, називаючи її аморальною і безсоромною. Ту ж позицію зайняв критик М. І. Дараган, що називав головну героїню «порожньою, вульгарною, холодною дівчинкою, яка порушує пристойності світла, закон жіночої сором'язливості» і навіть «Дон Кіхотом у спідниці», а Інсарова — сухим і схематичним. У світських колах про роман жартували: «Це» Напередодні", яке ніколи не буде мати свого завтра". Опинившись під перехресним вогнем прогресивних і консервативних критиків, ігнорували вкладений в уста Інсарова заклик до національного примирення, Тургенєв, за власними словами, став відчувати бажання «подати у відставку з літератури». Важкий стан письменника ускладнювався натяками з боку І. О. Гончарова на те, що у своїх останніх творах, у тому числі і в «Напередодні», Тургенєв запозичив образи і мотиви з «Обриву», до того часу ще закінченого.